# Constantin Stilbès
 (janvier 2025).
Si vous disposez d'ouvrages ou d'articles de référence ou si vous connaissez des sites web de qualité traitant du thème abordé ici, merci de compléter l'article en donnant les références utiles à sa vérifiabilité et en les liant à la section « Notes et références ».
Constantin Stilbès (en grec Κωνσταντῖνος Στιλϐής) est un écrivain byzantin actif à la fin du XIIe  et au début du XIIIe siècle, qui devint métropolite de Cyzique sous le nom monastique de Cyrille.

## Carrière
Diacre du clergé de Sainte-Sophie, il fut l'un des douze « didascales » (professeurs) de l'École patriarcale de Constantinople, donnant d'abord ses leçons dans l'église Saint-Paul de l'Orphelinat, où il resta pendant douze ans (1182-1194), passant ensuite à l'église du Christ de la Chalkè (le 15 août 1194) pendant environ deux ans. Vers 1196, il fut nommé « didascale des Psaumes » (l'une des trois chaires supérieures) par le patriarche Georges Xiphilin, et en 1198 « didascale de l'Apôtre » par le nouveau patriarche Jean Kamatèros. On ignore s'il accéda à la chaire suprême, celle de « didascale de l'Évangile ». Avant 1204 (année de la prise de Constantinople par les croisés), il avait pris l'habit monastique sous le nom de Cyrille et avait été nommé métropolite de Cyzique. Après la Quatrième croisade et la constitution de l'Empire latin, il abandonna son siège et polémiqua contre l'Église romaine. Une lettre de Nicétas Choniatès postérieure à 1204 est adressée à un Stilbès qui doit être le même personnage. On ignore la date et les circonstances de sa mort.

## Œuvre
On a conservé de lui une œuvre assez abondante, formée notamment de discours ou leçons prononcés dans le cadre de ses fonctions de « didascale » (« didascalies »), de poèmes et de lettres. Parmi les textes oratoires, citons notamment : un éloge funèbre (monodie) du patriarche Michel III († 1178), deux panégyriques du patriarche Georges Xiphilin (dont l'un prononcé à l'occasion d'une visite du prélat à l'église Saint-Paul le jour de la fête des saints Pierre et Paul, sans doute le 29 juin 1194, l'autre pour un samedi de Lazare), un panégyrique de l'empereur Isaac II Ange (dans le cadre d'une cérémonie traditionnelle le jour de l'Épiphanie), une Didascalie sur le Mandylion et la sainte Tuile (datée d'un 16 août entre 1194 et 1197), sa leçon inaugurale comme « didascale de l'Apôtre » en 1198. Son poème le plus célèbre est une description en environ 1 000 vers du grand incendie qui ravagea une partie de Constantinople, le long de la Corne d'Or, le 25 juillet 1197.
On conserve aussi un texte intitulé Résumé de la foi orthodoxe qui est peut-être la profession de foi de l'auteur au moment de son accession à l'épiscopat. Un Mémoire contre l'Église latine est connu de longue date, puisqu'il a été édité par Jean-Baptiste Cotelier dans ses Ecclesiæ Græcæ monumenta, mais à titre anonyme, l'identification de l'auteur étant plus récente. C'est un réquisitoire énumérant pas moins de cent quatre griefs contre l'Église occidentale, d'ordre doctrinal ou rituel, mais aussi touchant les forfaits commis par les croisés pendant le sac de Constantinople en 1204.

## Éditions
- Robert Browning (éd.), « An anonymous βασιλικὸς λόγος addressed to Alexios I Comnenus », Byzantion 28, 1958, p. 31-50 (titre erroné ; mise au point de Jean Darrouzès dans son article de 1960).
- Jean Darrouzès (éd.), « Le mémoire de Constantin Stilbès contre les Latins », Revue des études byzantines 21, 1963, p. 50-100.
- Ugo Criscuolo (éd.), « Didascalia e versi di Costantino Stilbes », Diptycha 2, 1980-81, p. 78-97.
- Ugo Criscuolo (éd.), « Due epistole inedite di Costantino Stilbes », Rivista di Studi Bizantini e Slavi 3, 1983, p. 11-19.
- Ugo Criscuolo (éd.), « Nuovi contributi alla storia letteraria del XII secolo : inediti di Costantino Stilbes », in Pietro L. Leone (dir.), Studi bizantini e neogreci. Atti del IV congresso nazionale di studi bizantini, Galatina, 1983, p. 293-297.
- Lia R. Cresci (éd.), Costantino Stilbes. La prolusione del maestro dell'Apostolo, Messine, Sfameni (Letteratura e civiltà bizantina 2), 1987.
- Peter van Deun (éd.), « La profession de foi de Constantin Stilbès dans l'Athous Vatopedinus 474 », Byzantion 59, 1989, p. 258-263.
- Antonio Labate (éd.), « La monodia di Costantino Stilbes per il patriarca Michele III », Messana, vol. 17, 1993, p. 91-111.
- Trevor Layman, The Incineration of New Babylon: The Fire Poem of Konstantinos Stilbes, Geneva, La Pomme d'or Publishing, 2015.
- Bernard Flusin (éd.), « Didascalie de Constantin Stilbès sur le Mandylion et la sainte Tuile (BHG 796m) », Revue des études byzantines 55, 1997, p. 53-79.
- Johannes M. Diethart, Wolfram Hörander (éds.), Constantinus Stilbes. Poemata, Munich, K. G. Saur, 2005.
- Marina Loukaki (éd.), Corinne Jouanno (trad.), Discours annuels en l'honneur du patriarche Georges Xiphilin, Monographies 18, Collège de France-CNRS, Paris, 2005.